# Deer Gun
Die Deer Gun war ein Nachfolger beziehungsweise eine Weiterentwicklung der während des Zweiten Weltkriegs produzierten Liberator-Pistole. Sie wurde von der CIA während des Vietnamkriegs entwickelt. Die Einzelladerwaffe sollte als Kurzdistanzwaffe zum Einsatz gegen nordvietnamesische Soldaten und den Vietcong an südvietnamesische Guerillas verteilt werden.

## Geschichte

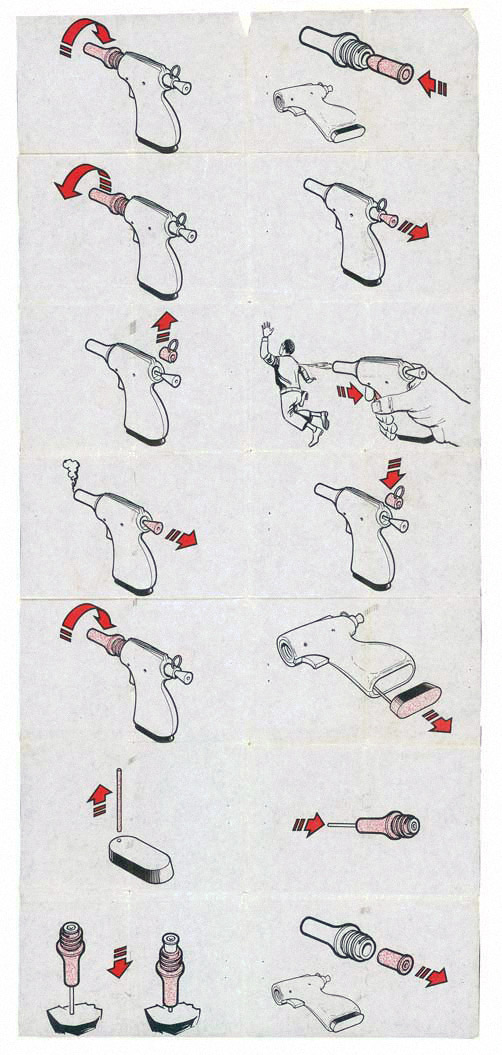
Anweisungen zum Gebrauch der Deer Gun

Eine erste Charge von 1.000 Exemplaren wurde 1964 als Testlauf hergestellt, wobei die endgültigen Kosten auf 3,95 USD (inflationsbereinigt 2025 40 USD) pro Waffe veranschlagt wurden. Es war geplant, die Deer Gun ähnlich, wie die im Zweiten Weltkrieg produzierte Liberator, an kleinen Fallschirmen über den Gebieten der, großteils den Süden unterstützenden „Bergvölker“ (wie zum Beispiel die Montagnards) abzuwerfen. Da sich der Vietnamkrieg aber von einem kleinen lokal begrenzten Konflikt sehr schnell zu einem großen Stellvertreterkrieg entwickelte, in dem die Deer Gun mit ihrem begrenzten Potential rasch überflüssig wurde, wurde von einer weiteren Produktion abgesehen. Einige Exemplare wurden ausgegeben und in Vietnam getestet, über das Schicksal der restlichen Waffen liegen keine gesicherten Informationen vor. Die meisten Quellen geben an, dass alle restlichen Exemplare zerstört wurden.

## Beschreibung

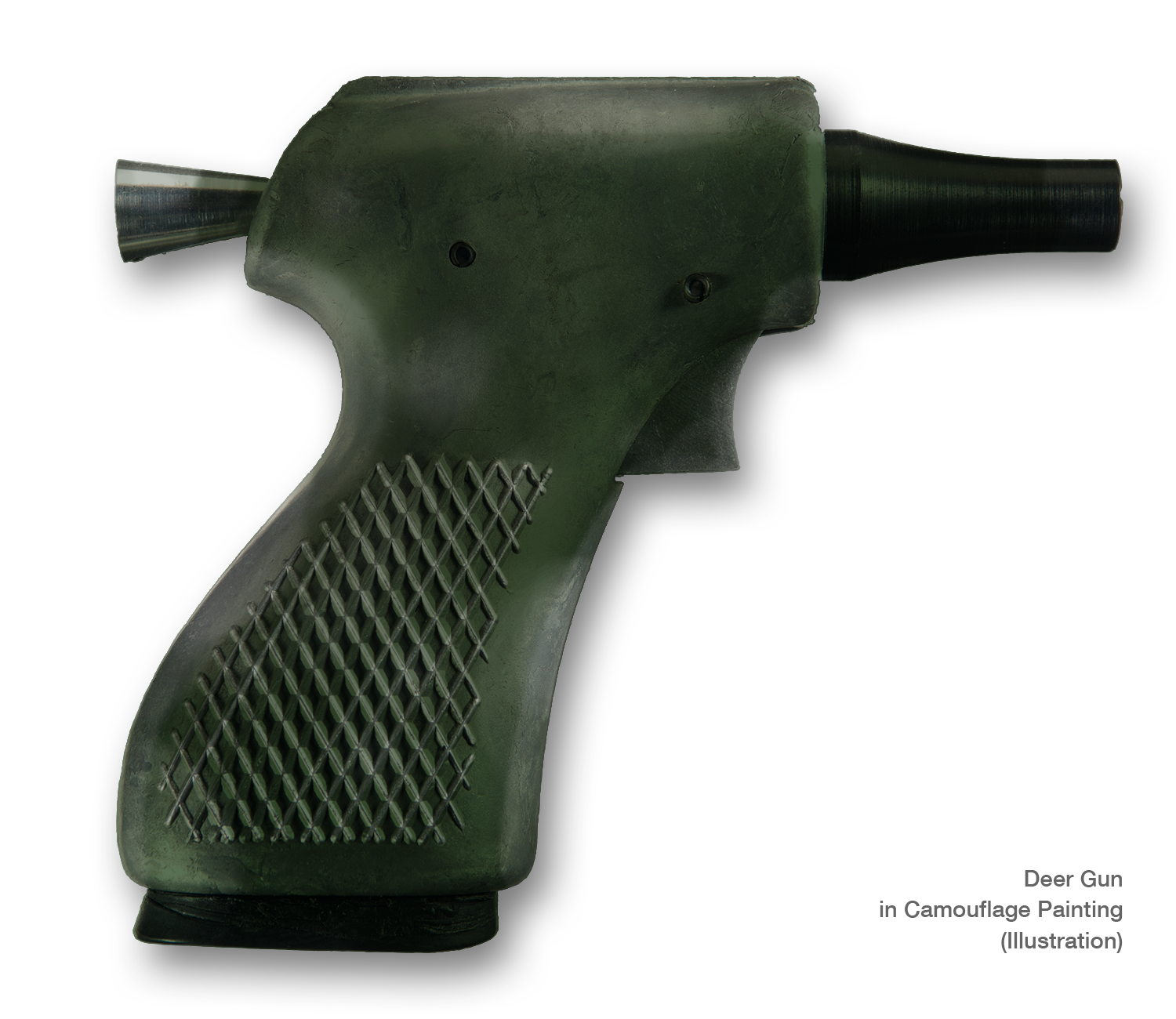
Illustration einer Deer Gun in der oliv-grünen Einsatzlackierung

Die Deer Gun bestand im Unterschied zu ihrem Vorgänger, der im Blechprägeverfahren hergestellt wurde, aus Aluminiumguss, einer ebenfalls sehr günstigen Produktionsform. Bei der Munition wechselte man von der .45 ACP Patrone zum Kaliber 9 × 19 mm (Parabellum), eine der weltweit am weitesten verbreiteten Patronen. Der Verschluss mit den zugehörigen Komponenten war oberhalb des Griffstücks in einem Zylinder untergebracht. Der Schlagbolzen ragte aus der Rückseite des Verschlussblocks heraus und musste zum Feuern manuell gespannt werden. War die Waffe fertiggeladen, wurde zwischen Gehäuse und Schlagbolzen ein kleiner Plastikclip angebracht, um eine versehentliche Schussabgabe zu verhindern, da die Deer Gun über keine mechanische Sicherung verfügte. Das Griffstück hatte zur besseren Handhabung ein Gitterrelief eingeprägt, war innen hohl und an der Unterseite mit einer Plastikkappe verschlossen. Es bot Platz für drei 9-mm-Patronen und einen Metallstift, mit dem die abgefeuerte Hülse aus dem Patronenlager entfernt werden konnte. Der Deer Gun fehlte jegliche Kennzeichnung wie Seriennummer oder Embleme, mit der Hersteller oder Benutzer identifizierbar gewesen wären, vor allem um die Rückverfolgung der Waffen zu verhindern, die das Engagement der US-Geheimdienste in diesem frühen Stadium des Konflikts offengelegt hätte. Alle Waffen wurden in nicht gekennzeichneten Styroporboxen mit drei 9-mm-Patronen und einer Reihe von Abbildungen geliefert, die den Gebrauch der Waffe nonverbal erklärten. Eine eingeprägte Rille auf der Oberseite der Waffe sollte als grobe Visierhilfe dienen und das Zielen erleichtern. Der Lauf musste zum Laden und Entfernen der leeren Patronenhülse abgeschraubt und danach wieder eingedreht werden. Die Waffe hatte keinen Abzugsbügel. Die in den Einsatz gelangten Exemplare waren, im Gegensatz zu den auf den meisten Fotos abgebildeten Waffen, gegen ungewollte Licht-Reflexionen in Matt-Oliv lackiert.

## Funktionsweise
Die Deer Gun wurde geladen, indem der Lauf abgeschraubt und eine 9-mm-Patrone in die Kammer eingesetzt wurde. Danach wurde der Schlagbolzen durch Zurückziehen gespannt und eine kleine Plastikklammer um den Bolzen gelegt, um ein Nachvorneschnellen und damit eine versehentliche Schussabgabe zu vermeiden. Der Lauf wurde dann wieder an die Waffe geschraubt. Die Deer Gun wurde abgefeuert, indem der Plastikclip entfernt und der Abzug betätigt wurde. Nach einem erfolgreichen Treffer sollte der Benutzer, falls möglich, zu seiner eigenen Kampfwertsteigerung die Ausrüstung des Opfers übernehmen und mit ihr weiterkämpfen oder fliehen. Später lud der Benutzer die Waffe nach, indem er den Lauf abschraubte und die leere Patronenhülse mit dem mitgelieferten Metallstift herausdrückte, wie in dem mitgelieferten Anweisungsblatt beschrieben.

## Trivia
Durch die geringe Auflage von 1.000 Stück und die sehr wahrscheinliche Vernichtung der meisten Waffen erzielen erhaltene Exemplare auf Auktionen recht hohe Sammlerpreise. Auf einer Versteigerung in Illinois (USA) wurde 2011 laut der Website des Auktionshauses ein Preis von 25.875 US-Dollar erreicht.
Verschiedenste Theorien gibt es zu dem ungewöhnlichen Namen. Mehrere Forscher und erfahrene Militärangehörige haben über die Herkunft des Namens Deer Gun spekuliert. Manche nehmen an, dass es sich um einen Agency-Codenamen handelt, der sardonisch auf eine Überlebenswaffe verweist. Eine These besagt, dass die Waffe nach einer OSS-Operation aus dem Zweiten Weltkrieg benannt wurde, der „Hirschmission“ in Birma. Ein weiterer Ansatz ist, dass das Wort „Deer“ falsch ist und eigentlich „DEAR“ lauten sollte, nach DEnied ARea (verbotene Zone).